# Alzinar muntanyenc
L'alzinar muntanyenc  (Quercetum mediterraneo-montanum) es localitza a les serres i massissos que limiten la comarca de l'Alt Empordà pel nord i l'oest, a altituds compreses entre els 500 i els 800 metres, o fins i tot a cotes inferiors on el clima mediterrani adquireix un caràcter més humit i fred. Apareix sobre substrat silícic, àcid o calcari descarbonatat. És un alzinar empobrit en espècies termòfiles mediterrànies i enriquit en plantes eurosiberianes, majorment plantes herbàcies bulboses.
A l'estrat arbori podem destacar arbres com el pi roig (Pinus sylvestris), la blada (Acer opalus), la servera (Sorbus domestica), la moixera vera (Sorbus aria), etc. La flora lianoide és força escassa i només podem trobar algun lligabosc (Lonicera implexa) o alguna roja (Rubia peregrina). Les lianes de terra baixa com l'englantina roja (Rosa rubiginosa), la ridorta (Clematis flammula) o l'arítjol (Smilax aspera), no solen aparèixer a l'alzinar muntanyenc. D'altra banda, l'estrat herbaci està ben recobert i atapeït amb espècies pròpies dels boscos caducifolis.